# Jiří Rybář
Jiří Rybář (* 24. listopadu 1945 Brno) je český bubeník, zpěvák, galerista a podnikatel.
Je absolventem výtvarného oboru na Vyšší průmyslové škole textilní na Francouzské ul. v Brně (dnes Střední škola umění a designu). Na konci roku 1960 se jako bubeník stal členem brněnské skupiny Synkopy 61, kterou založil kytarista Petr Směja. V Synkopách vydržel jako jediný člen po celou dobu jejich působení do roku 1990. S kapelou hrál na sérii koncertů Comeback v roce 1992 a nadále v ní působí od obnovení koncertní činnosti v roce 1995. Po roce 1989 se stal podnikatelem, galeristou a majitelem aukční síně 1. Art Consulting Brno CZ.
Jeho mladším bratrem je kulturolog Radovan Rybář (* 2. ledna 1952). Jeho polorodým bratrem byl malíř Jan Wolf.